# Новотроицкое (Любашёвский район)
Новотроицкое (укр. Новотроїцьке) — село, относится к Любашёвскому району Одесской области Украины.
Население по переписи 2001 года составляло 255 человек. Почтовый индекс — 66562. Телефонный код — 4864. Занимает площадь 0,592 км². Код КОАТУУ — 5123383804.

## Местный совет
66560, Одесская обл., Любашёвский р-н, с. Троицкое